# Adelocaryum malabaricum
Adelocaryum malabaricum là loài thực vật có hoa trong họ Mồ hôi. Loài này được (C.B.Clarke) Brand mô tả khoa học đầu tiên năm 1915.